# Anne Paulin
Anne Paulin, née le 5 janvier 1988 à Skive (Danemark), est une femme politique danoise, membre de la Social-démocratie. Elle est membre du Folketing depuis 2019.

## Biographie
Anne Paulin suit des études en commerce international et en politique à l'école de commerce de Copenhague, où elle obtient un Bachelor of Science en 2011, puis un Master of Science en 2015 co-accrédité par l'université de Columbia. Pendant ses études, elle travaille successivement pour le syndicat 3F, pour la commune de Copenhague et pour la branche de jeunesse des sociaux-démocrates. Après ses études, elle travaille dans le secteur du conseil.
Engagée au sein de la Social-démocratie, elle est candidate aux élections législatives de juin 2015 mais ne parvient pas à être élue, devenant seulement la première suppléante de son parti dans la circonscription du Jutland de l'Ouest. À ce titre, elle siège pendant quelques mois en 2016 comme membre temporaire du Folketing, pendant l'absence de l'élu Thomas Jensen.
Elle est élue députée de plein exercice lors des élections législatives de juin 2019. Après le scrutin, elle devient la porte-parole de son groupe parlementaire pour le climat et l'énergie.
Elle est réélue pour un second mandat lors des élections législatives anticipées de novembre 2022. Après le scrutin, elle devient la porte-parole sociale-démocrate pour l'environnement. En septembre 2024, elle devient porte-parole sociale-démocrate pour l'intérieur et le logement.